# Hiền Hoàng
 (mai 2023).
Hiền Hoàng est une artiste multimédia d’origine vietnamienne. Elle naît puis grandit au Viêt Nam et est actuellement basée à Hambourg, en Allemagne, pays dans lequel réside déjà sa tante depuis 1988.
Enfant, Hoàng reçoit des lettres de la part de sa tante qui décrivent  son expérience d’immigrée ; elle ne se plaint jamais, se conformant au stéréotype de « l’immigré modèle ». Lorsque l’artiste lui rend visite en 2014, elle se retrouve face à une réalité difficile dont ne rendaient pas compte les lettres de sa tante. C’est après avoir émigré en Allemagne et obtenu un Bachelor (Hochschule RheinMain, 2013-2018) et un Master (HAW Hamburg, 2018-2021) en communication visuelle que Hoàng décide de répondre aux clichés d'une manière plus active à travers sa pratique artistique.
Ses œuvres ont été exposées au Kunsthaus Hamburg, Arts Houses – Singapore, Copenhagen Photo, entre autres. En 2022, son livre Asia Bistro a été présélectionné dans la Kassel Dummy Book Award et en 2023, Hoàng reçoit la bourse pour l'art dans les espaces publics, financée par le ministère de la culture et des médias de Hambourg, en Allemagne.

## Asia Bistro
Par ce travail, elle a d’abord traversé une phase de remise en question de son identité. Aurait-elle eu la même perception d’elle-même, si elle n’avait jamais émigré en Allemagne ou autre-part ? En effet, être vietnamienne au Vietnam signifie autre chose que de l’être en Allemagne. Cette introspection l’a alors amenée à se pencher sur la nourriture.
Selon elle, la nourriture joue un rôle important dans la diaspora car c’est un des éléments qui reflètent le plus l’identité et l’héritage d’un individu.
Cependant, l’artiste souhaite dénoncer les stéréotypes asiatiques qu’elle a rencontrés en Allemagne. Elle commence par questionner les épiceries asiatiques ; en effet, la majorité de ces dernières réduit l’Asie à une seule culture, l’enfermant « dans une case ». Les éléments les plus connus de plusieurs cultures asiatiques telles que chinoise, thaïe, vietnamienne, etc. sont regroupés en quelques mètres carrés. Cela crée une perception très vague de l’Asie d’un point de vue occidental.
Dans ses œuvres, Hoàng réussit à créer un univers à la fois étranger et proche de sa propre culture avec des scènes colorées et chaotiques. En effet, ses images consistent en une déconstruction de quelque chose qui a été reconstruite, à savoir cette culture « asiatique » selon les Allemands. Elle met ensemble son propre corps et la nourriture typique « asiatique » dans des scènes extrêmement fortes, grâce aux couleurs complémentaires et aux diverses textures.
De plus, les corps représentés sont tordus, pliés, manipulés. Il s’agit ici d’une métaphore pour évoquer la « distorsion identitaire », c’est-à-dire la confrontation entre identité vietnamienne et identité asiatique comme émanation occidentale, qui mènent, parfois par la contrainte, à la création d’une nouvelle identité complexe.
C’est grâce à tous ces éléments qui s’opposent les uns aux autres qu’elle réussit à aborder les discriminations contradictoires à l'égard des communautés d'Asie de l'Est et du Sud-Est en Allemagne.
Afin de développer ce travail, l'artiste continue de réaliser des séries de performances et d'installations, utilisant diverses media d’art pour exprimer ses opinions sur ce problème.